# Джон Гаммер
Джон Гаммер (англ. John Hummer, нар. 4 травня 1948, Вашингтон) — американський венчурний капіталіст та колишній професіональний баскетболіст, що грав на позиціях центрового і важкого форварда за декілька команд НБА.

## Ігрова кар'єра
На університетському рівні грав за команду Прінстон (1967–1970). 
1970 року був обраний у першому раунді драфту НБА під загальним 15-м номером командою «Баффало Брейвз». Професійну кар'єру розпочав 1970 року виступами за тих же «Баффало Брейвз», захищав кольори команди з Баффало протягом наступних 3 сезонів.
З 1973 по 1974 рік також грав у складі «Чикаго Буллз».
Останньою ж командою в кар'єрі гравця стала «Сіетл Суперсонікс», до складу якої він приєднався 1974 року і за яку відіграв 2 сезони.

## Освіта та кар'єра фінансиста
1970 року Гаммер закінчив Принстонський університет, отримавши диплом бакалавра англійської мови. 1980 року повернувся до закладу та успішно завершив магістерську програму Стенфордської вищої школи бізнесу.
1989 року разом з Анн Вінблад заснував компанію Hummer Winblad Venture Partners, яка стала першою венчурною компанією , яка спеціалізувалася суто на айті-фірмах. Станом на 2010 рік вона робила мільйонні інвестиції у кілька компаній щороку. Компанія успішно профінансувала більш, ніж 100 проектів, серед яких Omniture, MuleSoft, Wind River Systems, Hyperion Solutions, Napster тощо.